# Savior (film)
Pour plus de détails, voir Fiche technique et Distribution.
Savior est un film américain réalisé par Predrag Antonijevic, sorti en 1998.

## Résumé
Brisé par la perte de sa famille dans un attentat terroriste, l'officier Joshua Rhodes est animé par la vengeance. Aveuglé par la haine, il abat froidement des innocents, avant de s'engager dans la Légion étrangère pour échapper à la justice. Décidé à poursuivre ses représailles jusqu'au bout, il quitte la Légion pour devenir mercenaire et combattre auprès de l'armée serbe pendant la guerre de Bosnie (1991-1995).

## Fiche technique
- Titre : Savior
- Réalisateur : Predrag Antonijevic
- Scénariste : Robert Orr
- Producteur : Oliver Stone
- Langue : anglais / serbo-croate / français
- Couleur: Color (DeLuxe)
- Son: Dolby Digital
- Genre : guerre
- Durée : 121 minutes
- Pays de production :  États-Unis
- Classification: UK : 18 / Islande : 16 / Argentine : 16 / Australie : MA / France :-12 / Allemagne : 16 / Hong Kong : IIB / Nouvelle-Zélande : R16 / Norvège : 18 / USA : R (pour violence brutale et atrocités de guerre, ainsi que pour le langage)
- Dates de sortie :
  - États-Unis : 20 novembre 1998
  - France : 2 juin 1999

## Distribution
- Dennis Quaid (VF : Bernard Lanneau) : Joshua Rhodes/Guy
- Natasa Ninkovic : Vera
- Sergej Trifunovic : Goran
- Dusan Perkovic : oncle Ratko
- Nastassja Kinski (VF : Rafaele Moutier) : Maria Rhodes
- Catlin Foster : Christian
- Stellan Skarsgård (VF : Paul Borne) : Peter
- John Maclaren (de) : colonel
- Pascal Rollin : prêtre à Paris
- Irfan Mensur (en) : sergent
- Kosta Andrejevic : jeune garçon sur le pont
- Ljiljana Krstić (en) : vieille femme
- Sanja Zogovic : fille sur le pont
- Veljko Otasevic : prêtre orthodoxe
- Marina Bukvicki : fille musulmane

## Autour du film
- À noter l'étonnante Zastava Yugo cabriolet Florida vert kaki conduite par Dennis Quaid durant sa fuite. Un modèle spécialement étudié pour le marché américain, juste avant la mort du seul constructeur automobile yougoslave.

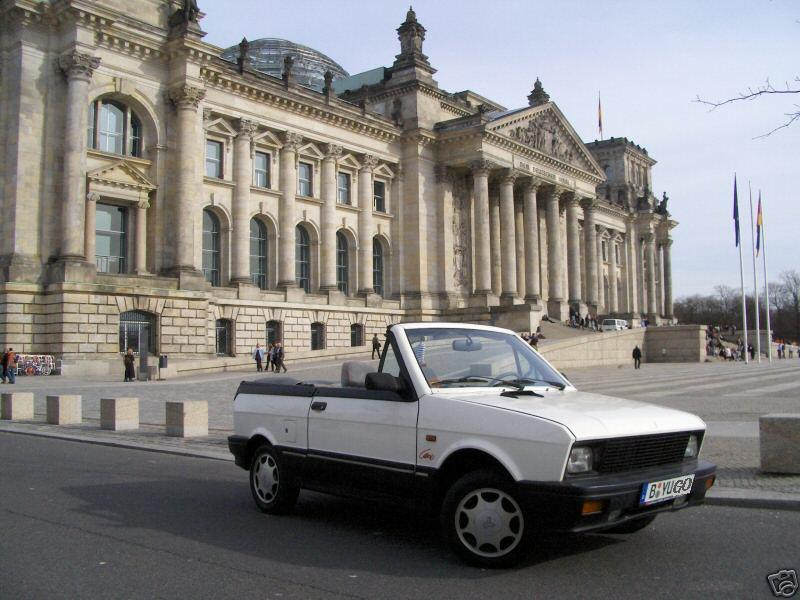
La Yugo Cabrio, principal modèle exporté aux États-Unis